# Deventer vasútállomás
Deventer vasútállomás vasútállomás Hollandiában, Deventer városában.

## Vasútvonalak
Az állomást az alábbi vasútvonalak érintik:
- Arnhem–Leeuwarden-vasútvonal
- Apeldoorn–Deventer-vasútvonal
- Deventer–Almelo-vasútvonal

## Kapcsolódó állomások
A vasútállomáshoz az alábbi állomások vannak a legközelebb:
- Olst vasútállomás (Leeuwarden vasútállomás, Arnhem–Leeuwarden-vasútvonal)
- Twello vasútállomás (Apeldoorn vasútállomás, Apeldoorn–Deventer-vasútvonal)
- Deventer Colmschate vasútállomás (Almelo vasútállomás, Deventer–Almelo-vasútvonal)
- Zutphen vasútállomás (Arnhem vasútállomás, Arnhem–Leeuwarden-vasútvonal)
- Bad Bentheim station (Praha hlavní nádraží, European Sleeper)
- Amersfoort vasútállomás (Déli pályaudvar, European Sleeper)

## Forgalom
Naponta kb 24.000 utas volt 2009-ben.